# Arrhopalites cochlearifer
Arrhopalites cochlearifer är en urinsektsart som beskrevs av Hermann Gisin 1947. Arrhopalites cochlearifer ingår i släktet Arrhopalites, och familjen Arrhopalitidae. Arten är reproducerande i Sverige.